# Église Saint-Étienne de Saint-Étienne-du-Valdonnez
Pour les articles homonymes, voir Église Saint-Étienne.
L'église Saint-Étienne de Saint-Étienne-du-Valdonnez est un lieu de culte catholique situé sur la commune de Saint-Étienne-du-Valdonnez, dans le département français de la Lozère.

## Présentation
L'église actuelle date de la fin du XIXe siècle. Elle remplace un sanctuaire primitif érigé au Moyen Âge qui, selon un rapport de l'architecte départemental rédigé en 1884, était totalement délabré. Lancée en 1891, la construction de l'église actuelle se fait en deux temps : d'abord la nef, sur les plans de l'ingénieur architecte diocésain Jean-Baptiste Fabre, puis le chœur, les chapelles et le clocher, exécutés entre 1903 et 1909, sous la direction de Léon Laurent, lui-aussi architecte diocésain.
Un siècle après la pose de la première pierre, l'église est entièrement restaurée, entre 1990 et 1996. De cette période datent le maître autel et les verrières. L'édifice est entièrement voûté d'ogives. Son chœur à fond plat est plus bas que la nef. La travée de chœur est flanquée au nord d'un clocher-tour de plan carré. La nef est précédée d'un porche évoquant ceux du Falisson, de Badaroux ou du Mas d'Orcières.
À l'entrée de la nef, se trouve une croix sculptée du dernier quart du XVIIIe siècle. Restaurée et replacée dans l'église sur un nouveau fût en 2010, elle se trouvait à l'origine dans le jardin de l'ancien presbytère. Elle porte les représentations traditionnelles du Christ en croix sur une face et de la Vierge à l'Enfant sur l'autre. Ses bras ont une terminaison pyramidale décorée d'un feuillage stylisé. Deux larges volutes supportent le bras horizontal et encadrent ainsi les personnages. La Vierge arbore un voile et une robe sous un manteau animé de nombreux plis. Le Christ porte un périzonium serré par un large nœud sur le côté gauche. La date de 1790 et l'inscription « bon gars » se lisent sur les bras de la croix.

## Galerie

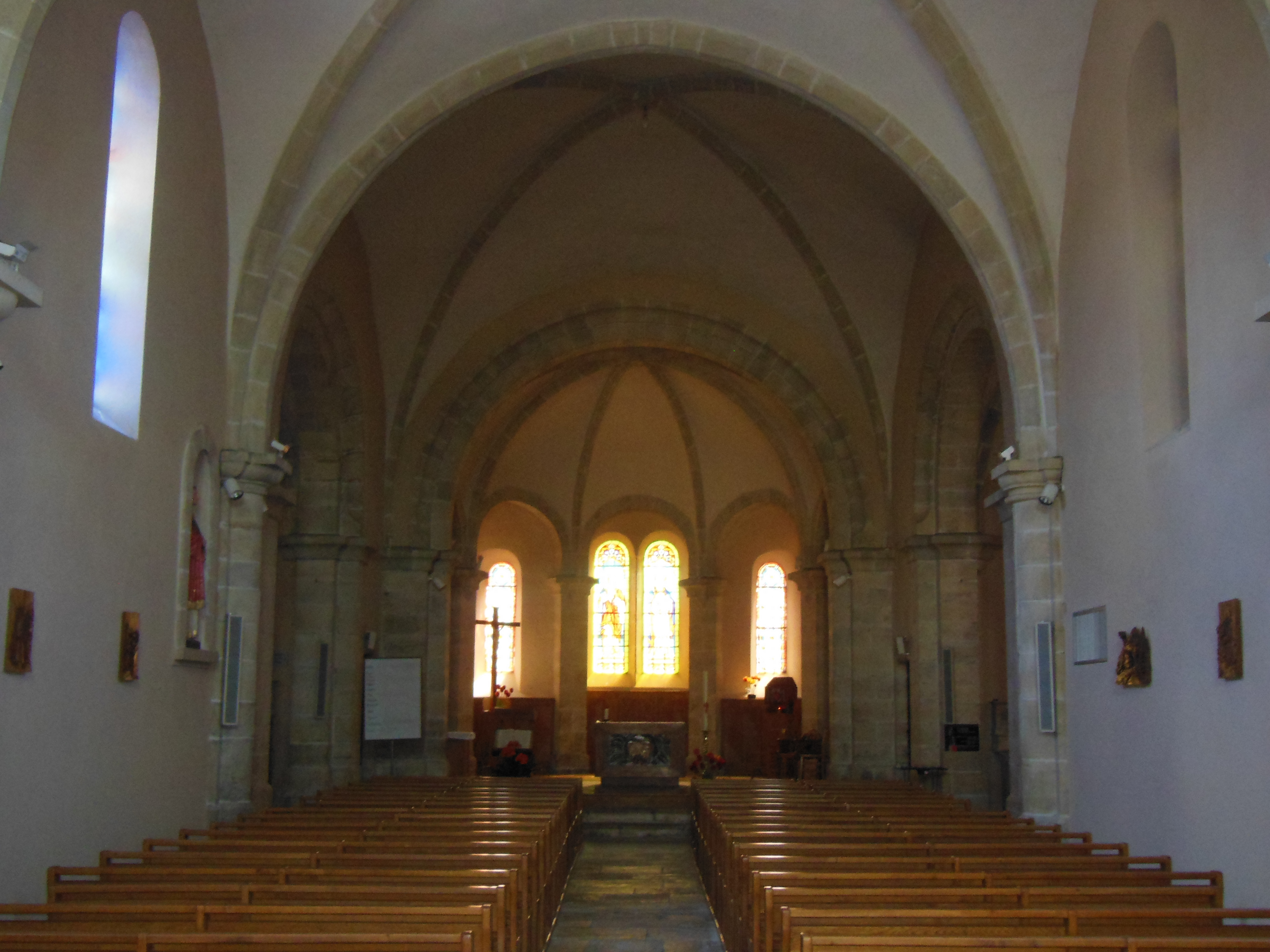
Nef en direction du chœur.
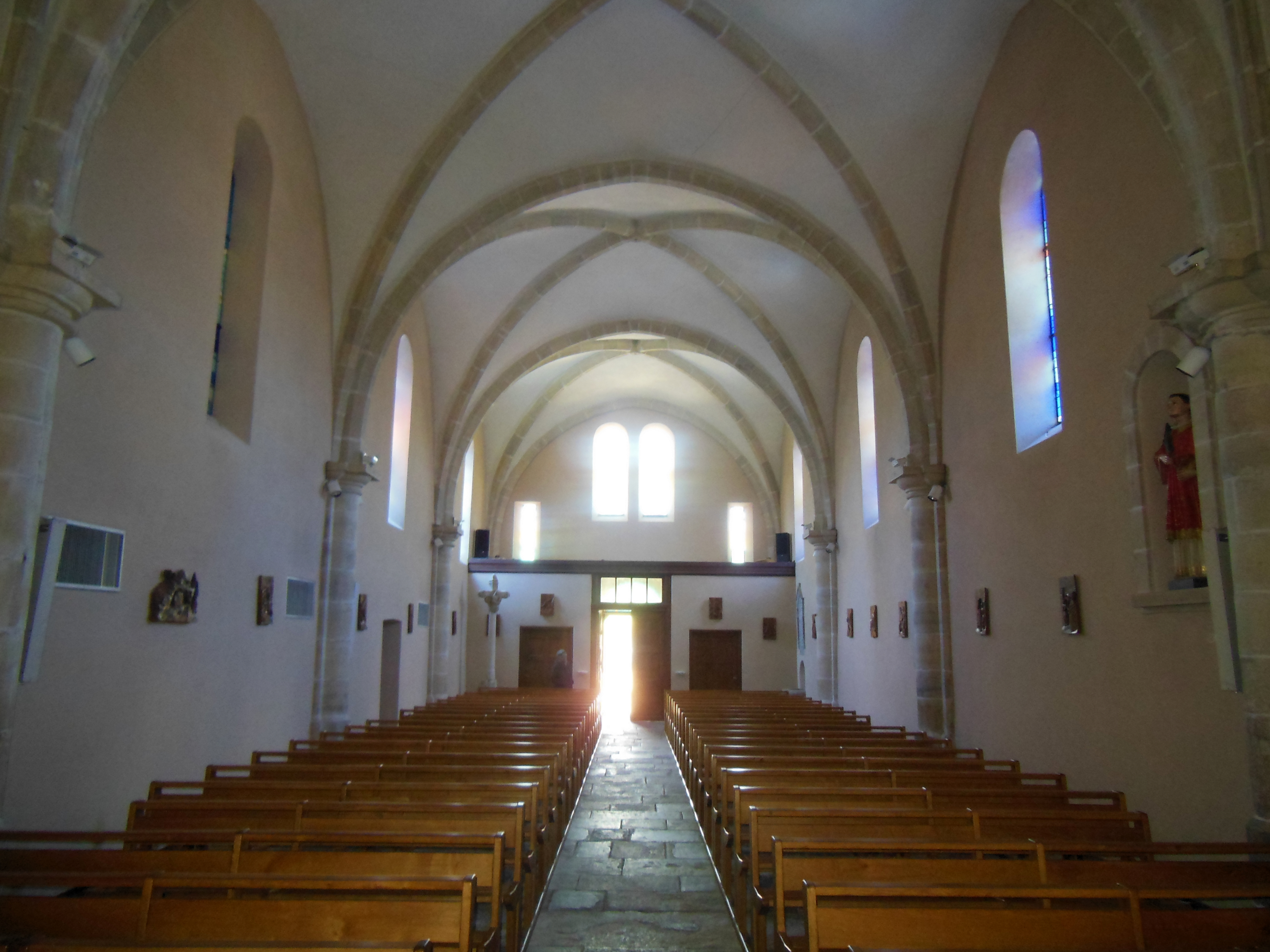
Nef en direction du porche.

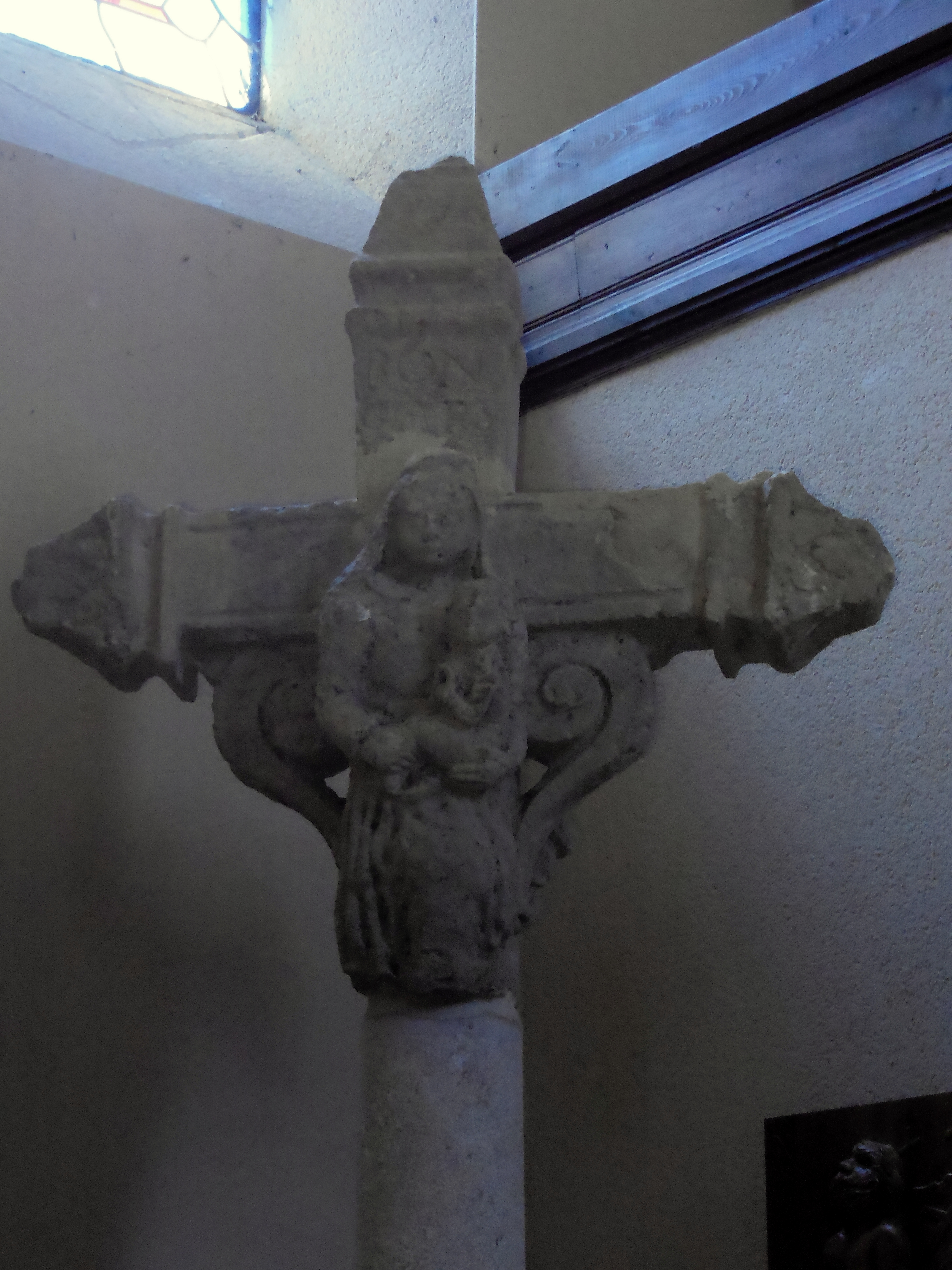
Croix sculptée, Vierge à l'Enfant.
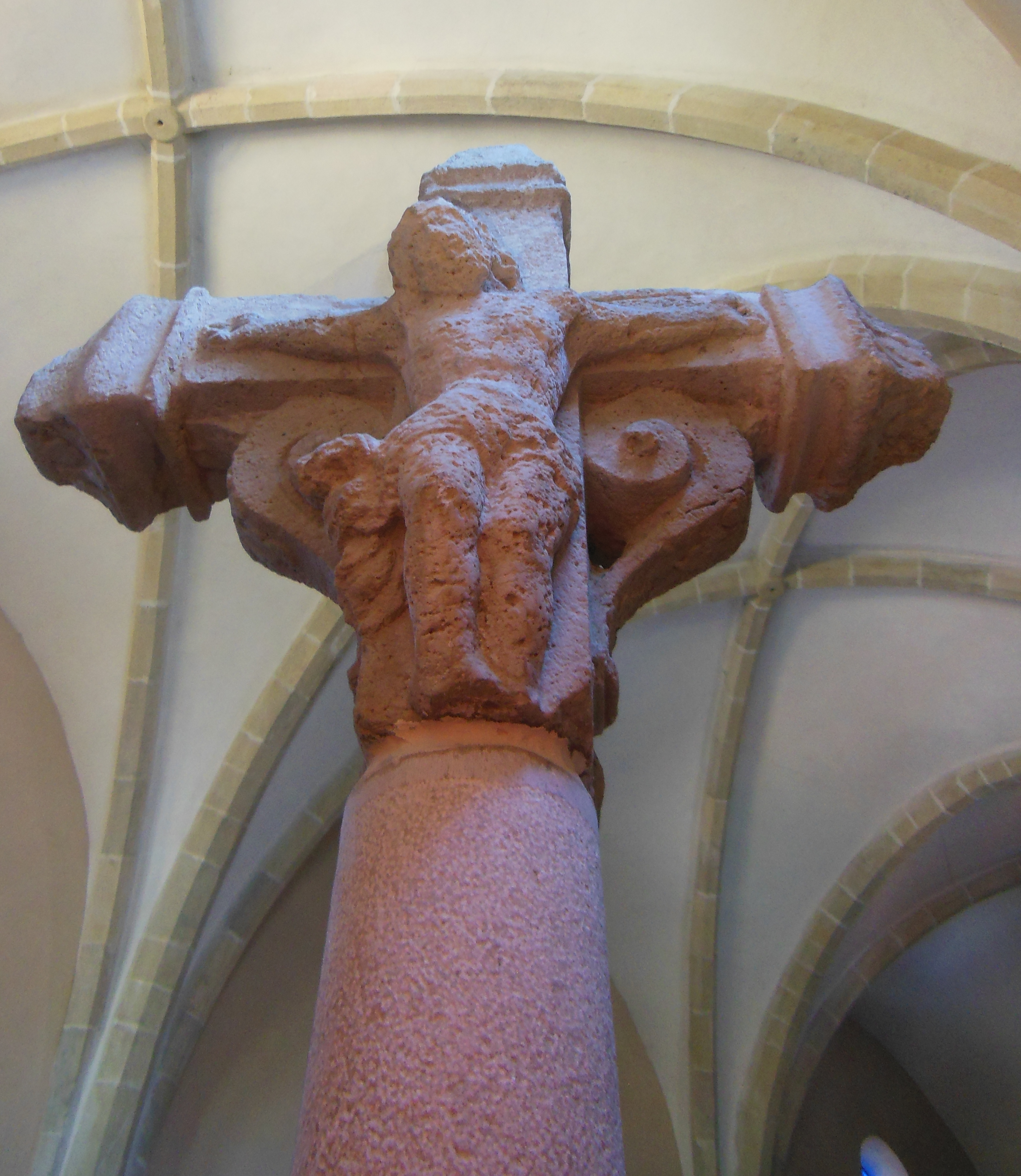
Christ en croix.

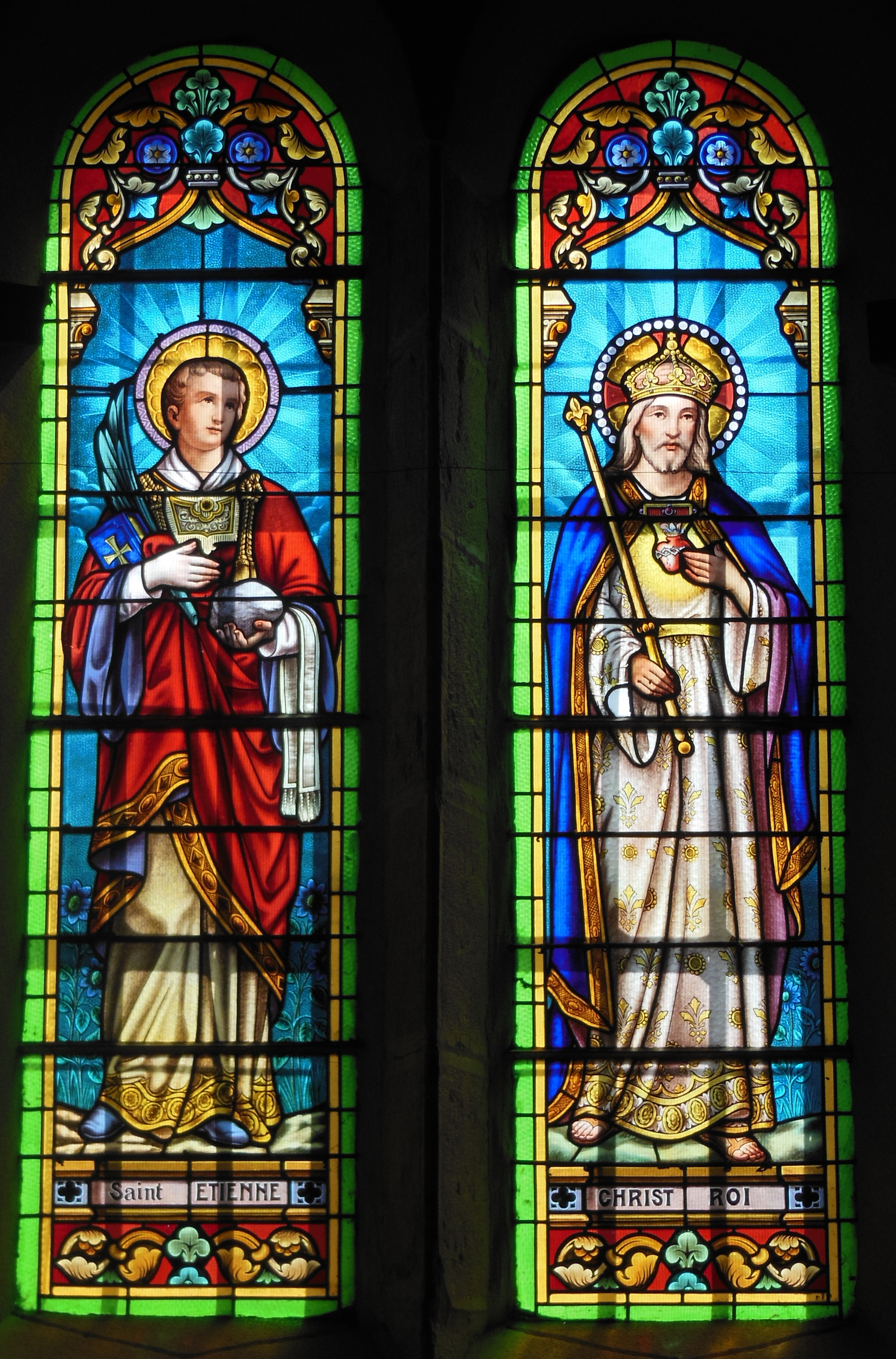
Vitrail représentant saint Étienne et le Christ Roi.
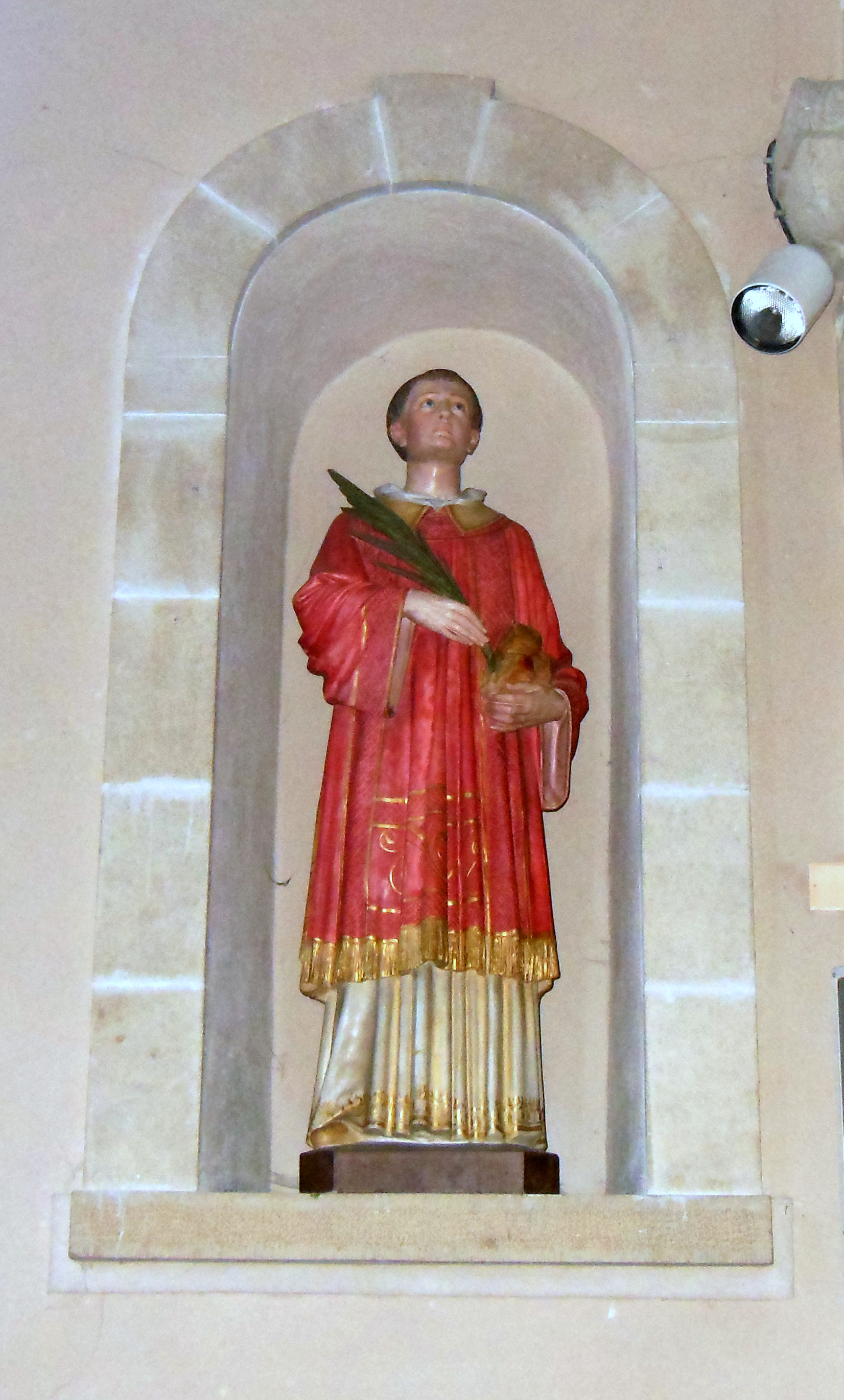
Statue représentant saint Étienne.